# Kostel Nanebevzetí Panny Marie (Plzeň)
Kostel Nanebevzetí Panny Marie je součástí bývalého františkánského kláštera a patří mezi nejstarší v Plzni. Dnes je spolu se zmiňovaným bývalým františkánským klášterem chráněn jako nemovitá kulturní památka.

## Historie kostela
Přesná doba vzniku kláštera a s ním historicky i stavebně spojeného kostela není známa. S výstavbou areálu bylo započato patrně krátce po založení Nové Plzně, tedy po roce 1295, a to v jihovýchodní části nově založeného města. První písemná zmínka o klášteru je však až z roku 1336, kdy již bylo zbudováno presbyterium a pokračovala stavba lodí. Kolem roku 1340 vznikají mezilodní arkády. Prostor trojlodí byl zaklenut kolem roku 1350 a tím výstavba kostela víceméně dokončena.
Při obléhání Plzně husity, naposledy v roce 1434, byl areál kláštera přiléhající k hradbám a s ním nevyhnutelně i kostel poničen. Opravy byly prováděny zejména až po roce 1460, kdy byl klášter předán observantům. Obnoveny byly původní klenby, později rozšířena okna presbyteria a do nich osazeny nové kružby. Avšak postup byl velmi pozvolný a práce byly dokončeny až v závěru 15. století. Na konci 16. století pak dochází k úpravě věže a v roce 1611 je k severní stěně presbyteria přistavěna kaple Nejsvětější Trojice. Při obléhání Plzně vojsky Arnošta Mansfelda dochází opět k poškození areálu, neboť právě jihovýchodní část opevnění, kde se klášter s kostelem nalézají, čelila největšímu náporu dobyvatelů, kteří nedaleko odsud do města nakonec pronikli. Následovalo drancování a ničení jak kláštera, tak i kostela, ale i celé Plzně.

S opravou zdevastovaného areálu mohlo být započato až roku 1621 po odchodu Mansfeldových vojsk. Opravy však s ohledem na probíhající třicetiletou válku a další obtíže probíhaly opět velmi pomalu a tak k vysvěcení kostela po opravě dochází až 6. června 1636. V dalších letech jsou prováděny četné úpravy jak kostela např. roku 1676 byla dokončena barokní úprava věže kostela, tak i kláštera (např. přístavba noviciátu). Z konce 17. století pochází i k severní lodi přistavěná oktogonální kaple sv. Antonína Paduánského. Na prováděných barokních úpravách se v letech 1723 až 1724 podílel i Jakub Auguston, konkrétně barokní přestavbou západního průčelí kostela. Barokní přestavba byla dokončena roku 1740. Při josefínských reformách byl klášter ušetřen zrušení díky zdejšímu kostelu, neboť bylo v roce 1786 rozhodnuto, že se zde budou sloužit mše svaté pro početné německé plzeňské obyvatelstvo. Na začátku srpna roku 2021 byl do věže zavěšen zvon Anna, který byl ulit v roce 1994 a byl tak prvně ulitým zvonem v plzeňské diecézi po komunistickém převratu.

### Program záchrany architektonického dědictví
V rámci Programu záchrany architektonického dědictví bylo v letech 1995-2014 na opravu památky čerpáno 19 250 000 Kč.
| rok    | 1995 | 1996  | 1997  | 1998  | 1999 | 2003  | 2004  | 2005  | 2006 | 2007  | 2008 | 2009  | 2010 | 2011 | 2012 | 2013 | 2014 |
| ------ | ---- | ----- | ----- | ----- | ---- | ----- | ----- | ----- | ---- | ----- | ---- | ----- | ---- | ---- | ---- | ---- | ---- |
| částka | 900  | 2 850 | 1 800 | 1 600 | 800  | 1 800 | 1 800 | 1 600 | 705  | 1 150 | 434  | 1 166 | 425  | 630  | 600  | 400  | 590  |

## Popis kostela
Kostel Nanebevzetí Panny Marie tvoří 21 metrů dlouhé trojlodí a na něj navazující 23 metrů dlouhé presbyterium. Oba prostory jsou zaklenuty dochovanou gotickou křížovou klenbou. Klenební žebra presbytáře vychází z prostých oblých přípor zakončených hlavici s tesanou rostlinnou a figurální výzdobou .
Klenby arkád nasedají na válcové sloupy přímo, bez hlavic.
Presbyterium osvětlovalo původně devět gotických oken. V souvislosti s výstavbou kaple Nejsvětější Trojice v roce 1611 přiléhající k severní části presbyteria, byla tři okna zazděna. Dominantou presbyteria je hlavní raně barokní oltář z roku 1696 s kopií obrazu Petera Paula Rubense Nanebevzetí Panny Marie zhotovenou Františkem Juliem Luxem kolem roku 1700. Nad ním je umístěn oválný obraz Nejsvětější Trojice. Nad svatostánek byla v roce 1692 umístěna gotická dřevěná tzv. Františkánská madona, která napodobuje kamennou Plzeňskou Madonu v katedrále sv. Bartoloměje. Oltář zdobí i další sochy sv. Kláry, sv. Alžběty, sv. Františka, sv. Bernardina Sienského, svatého Bartoloměje a svatého Marka. V roce 1696 byl oltář doplněn o obrazy s ostatky svatých. Na epištolní straně presbyteria poblíž vítězného oblouku se dochovalo drobné renesanční okénko z roku 1543.
Podlaha trojlodí byla původně umístěna asi o metr níže oproti presbyteriu, později však byla zvýšena. K severní lodi byla na východním konci přistavěna osmiboká kaple sv. Antonína Paduánského, na západním konci dnes již zrušená kaple sv. Anny. V čele severní lodi se na oltáři nachází barokní sousoší Piety z druhé poloviny 17. století.
Ve střední lodi je na epištolní straně rokoková kazatelna od Lazara Widmana z roku 1740. Na stříšce kazatelny se nachází sv. František v ohnivém voze, pod stříškou dřevoryt sv. Františka a sv. Antonína Paduánského, držící v ruce Nejsvětější svátost a postavy sv. Bonaventury a sv. Jana Kapistrána. Vnější strana kazatelny je ozdobena třemi obrazy ze života sv. Františka a to sycení napravených hladových loupežníků sv. Františkem, kteří poté vstupují do řádu, prostřední zkrocení zuřivého vlka ohrožujícího obyvatele městečka Gubbio sv. Františkem, a na posledním pokorného a přírodu obdivujícího sv. Františka.
V čele jižní lodi se nachází rokokový oltář sv. Jana Nepomuckého, který spolu se sochou světce nechal zhotovit v roce 1698 plzeňský měšťan Tomáš Riebenecker. Na západním konci jižní lodě se nachází reliéf z původního norimberského oltáře sv. Anny, který vznikl kolem roku 1525. Znázorňuje sv. Annu Samotřetí přijímající Ježíška od Panny Marie. Původně tento reliéf tvořil patrně střed skládacího oltáře . Autorem reliéfu je Hans Suess z Kulmbachu.
Na kůru se nacházejí třímanuálové varhany o 40 hlasech s koncertní dispozicí, které  byly zhotoveny v roce 1935 firmou Rieger z Krnova a to vestavbou nových varhan do původní barokní skříně. Původní varhany, které sloužily do roku 1905, postavil roku 1730 významný barokní varhanář Antonín Gartner z Tachova. V současné době jsou varhany ve velmi špatném technickém stavu.
Vchod do kostela je řešen prostřednictvím brány s tepanou mříží z roku 1925 a s nápisem "OFM". Za branou se nachází ulička s výklenky, kde byly původně umístěny sochy Čtrnácti svatých pomocníků. Některé z nich jsou nyní umístěny v kapli sv. Antonína Paduánského. Při rekonstrukci areálu bývalého kláštera a kostela byla dne 20. srpna 1996 objevena vzácná freska ze 17. století.

## Fotogalerie

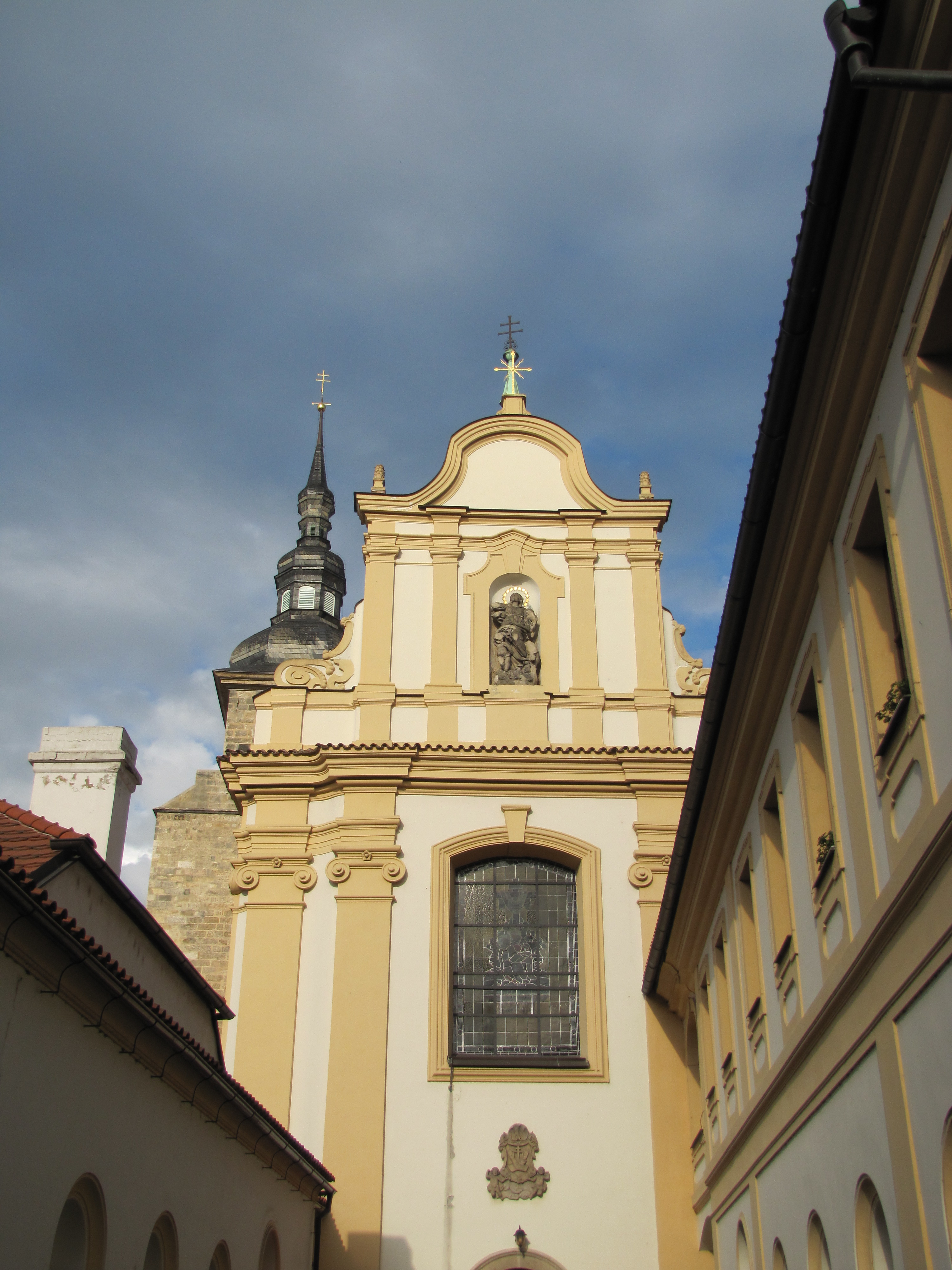
Západní průčelí kostela
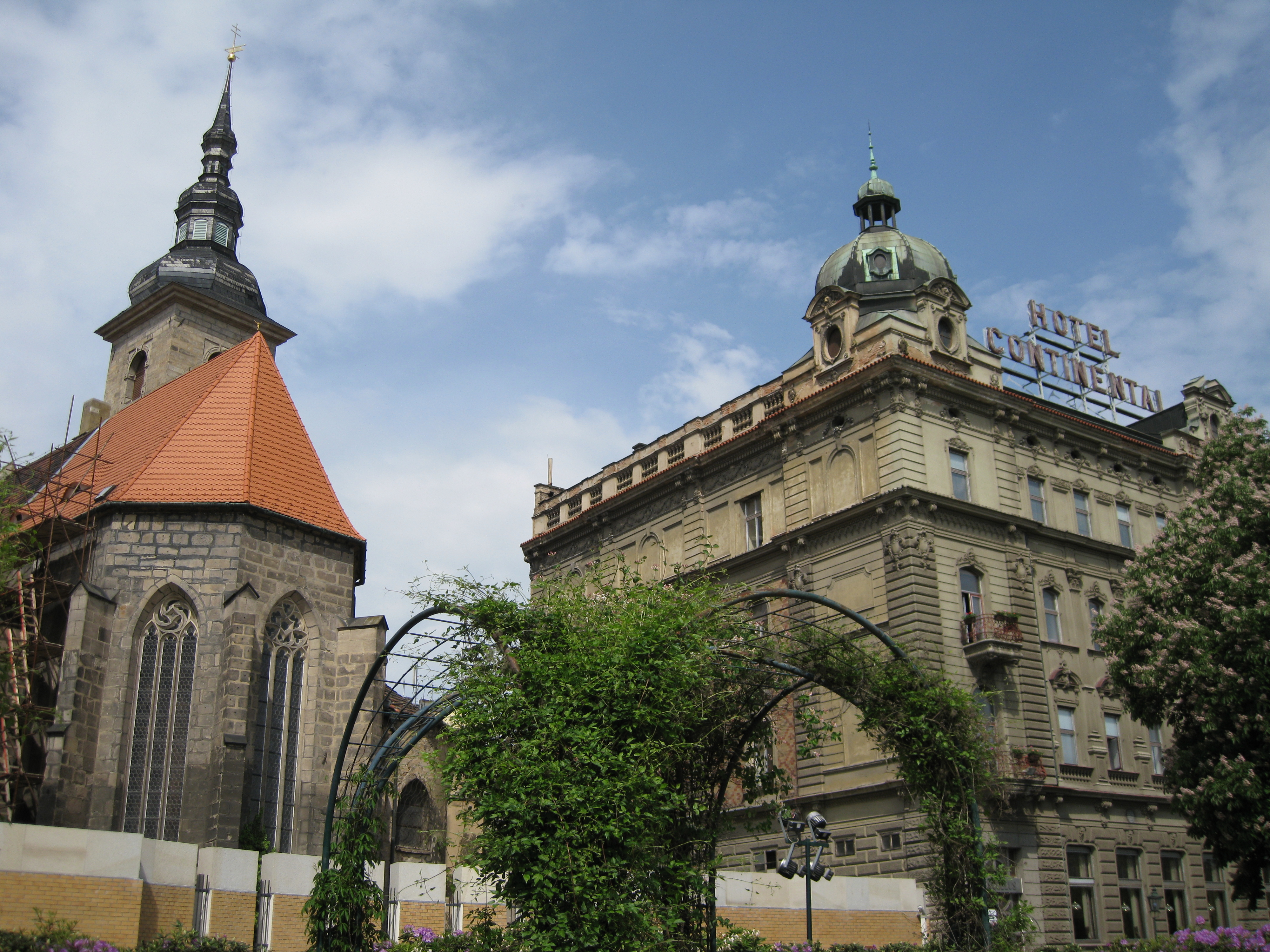
Pohled o východu
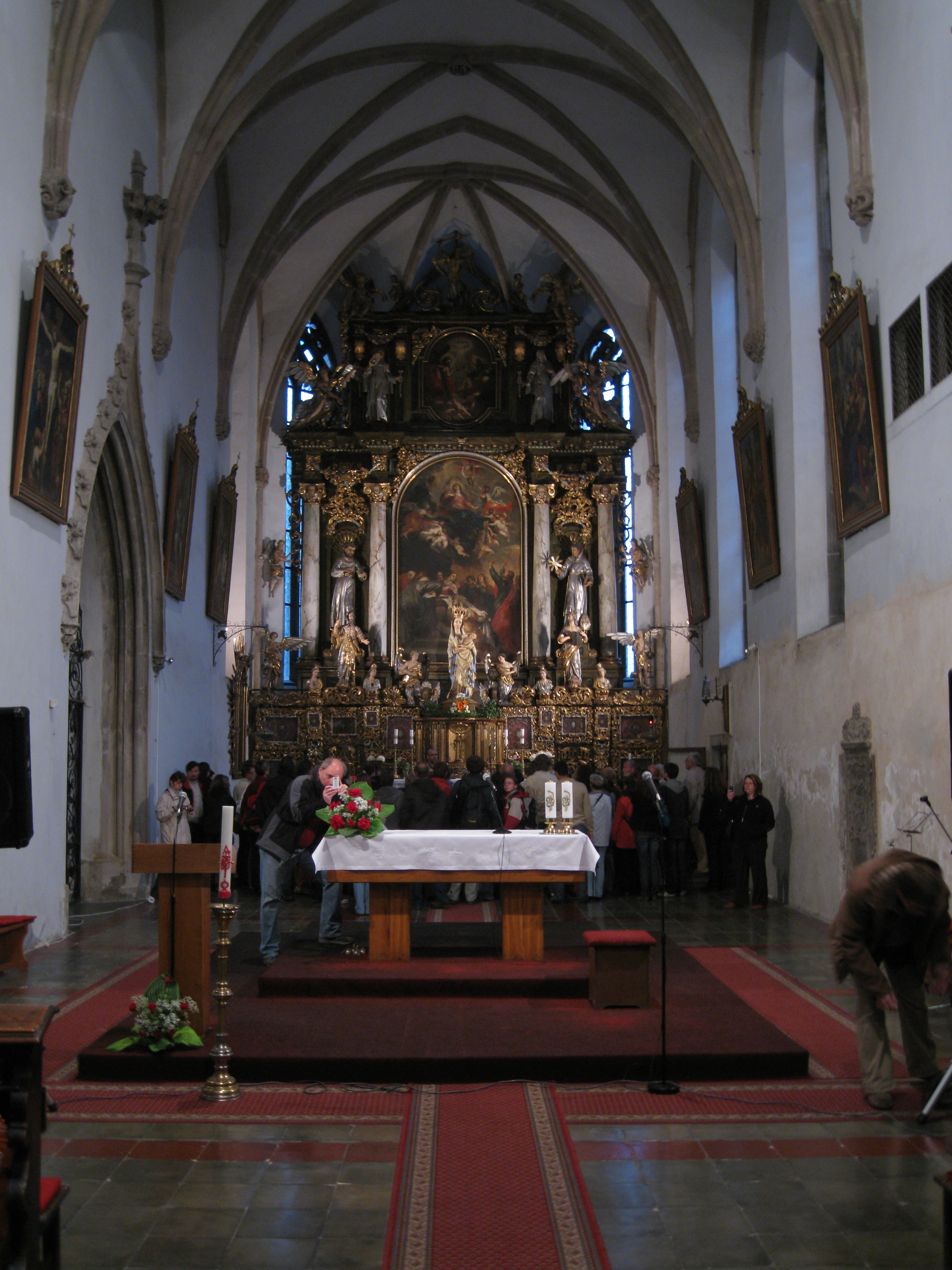
Presbyterium kostela
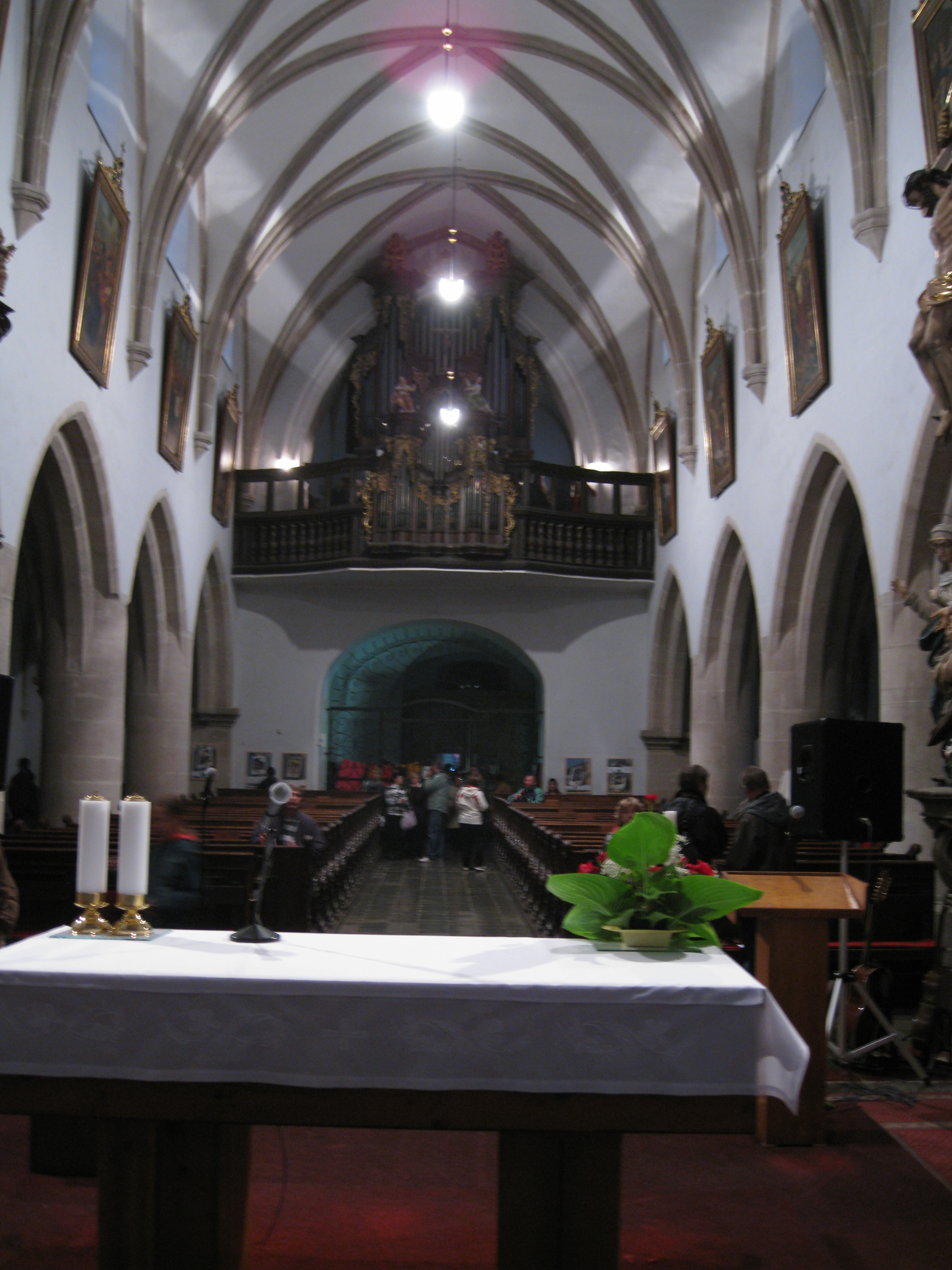
Hlavní loď z presbyteria
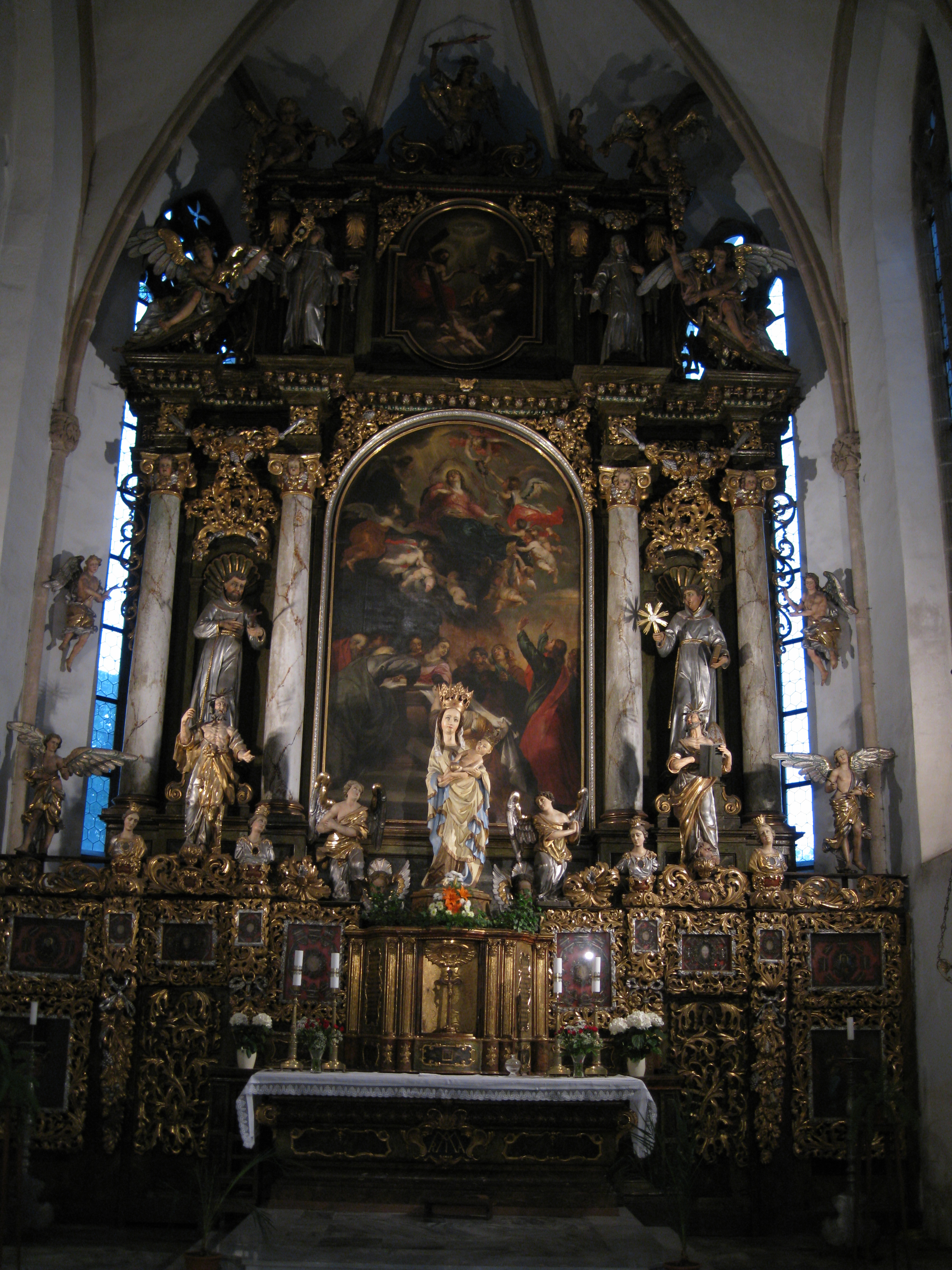
Hlavní oltář
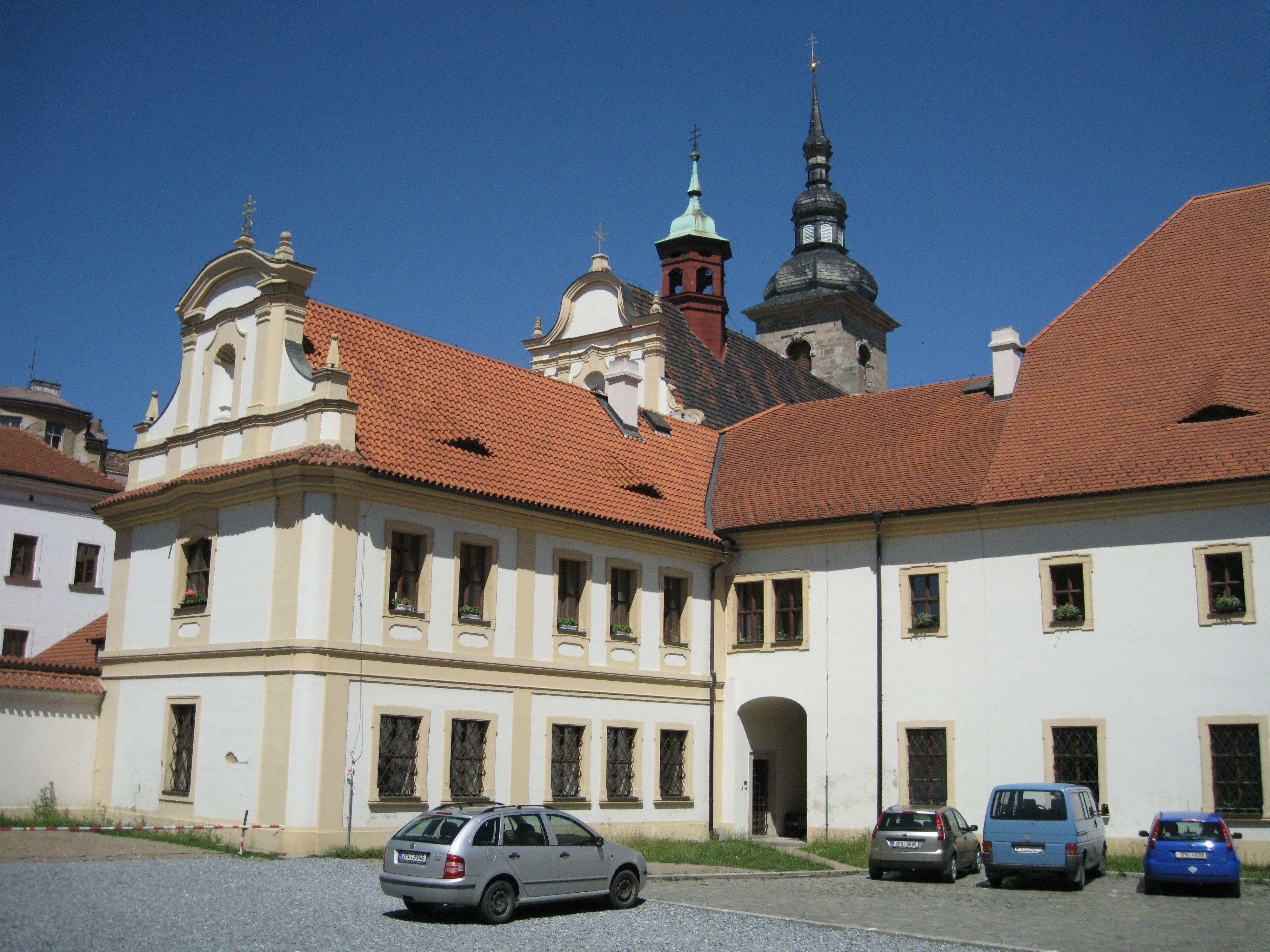
Pohled na kostel s klášterem
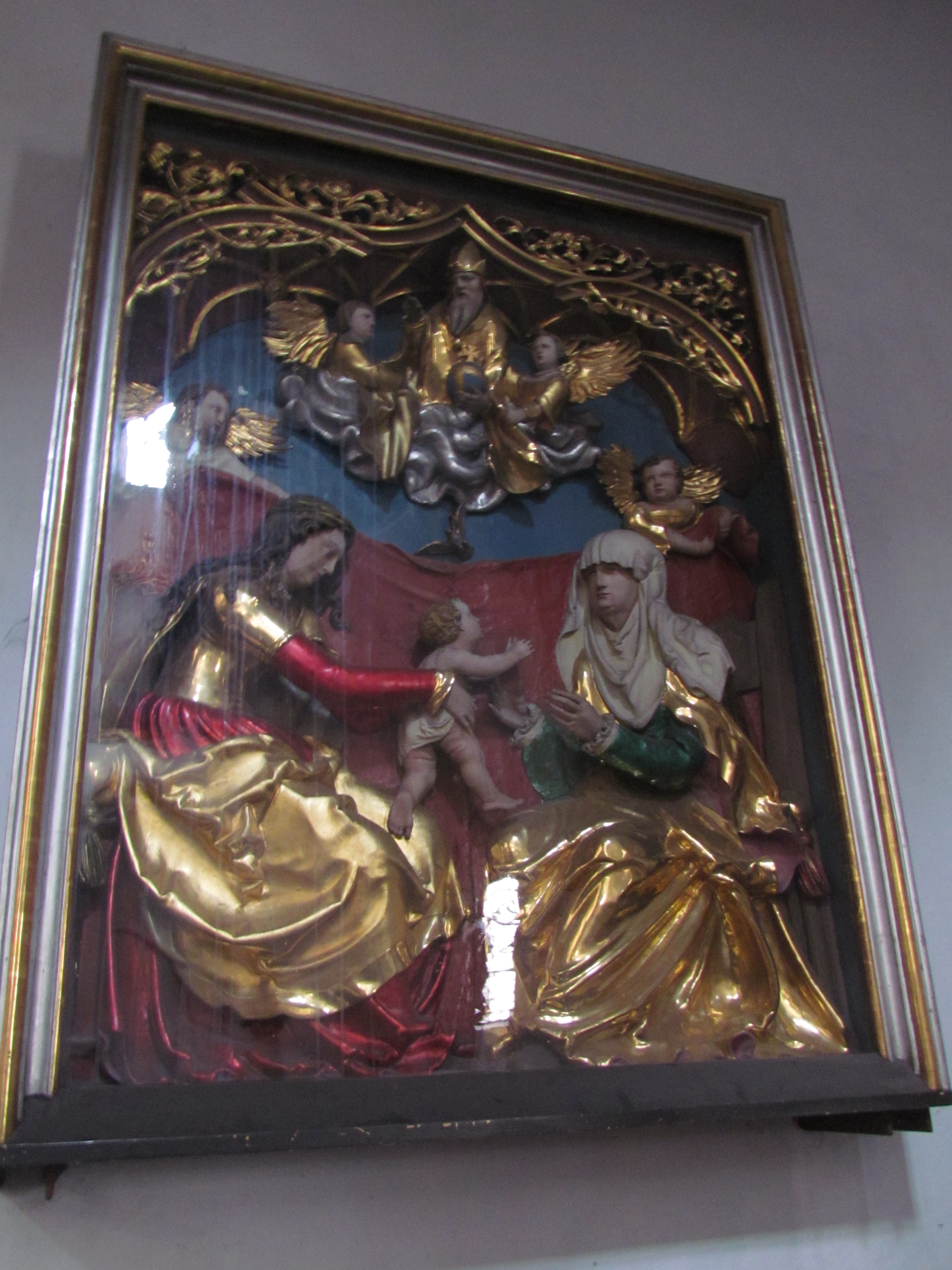
Reliéf sv. Anny Samotřetí
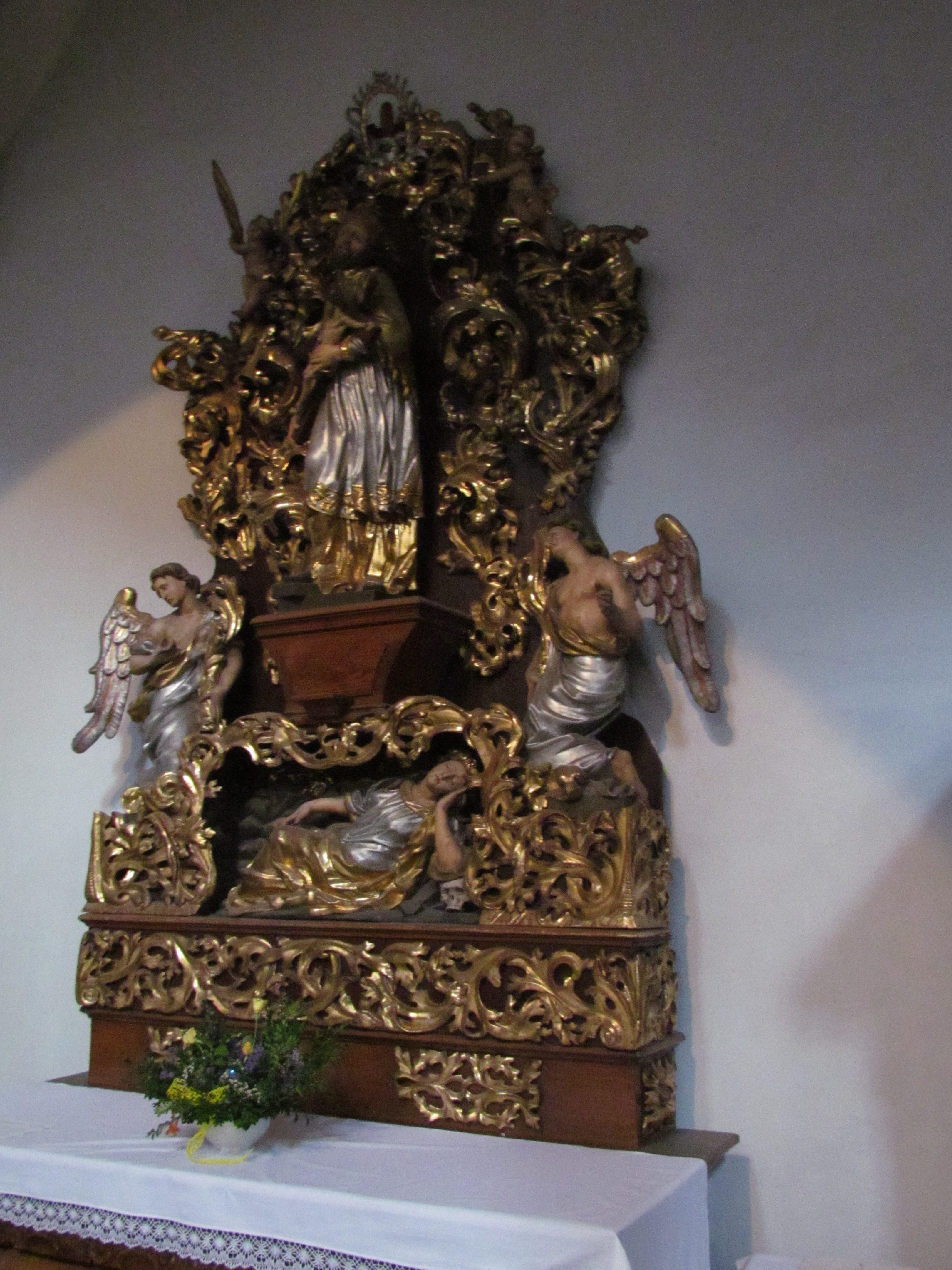
Oltář sv. Jana Nepomuckého
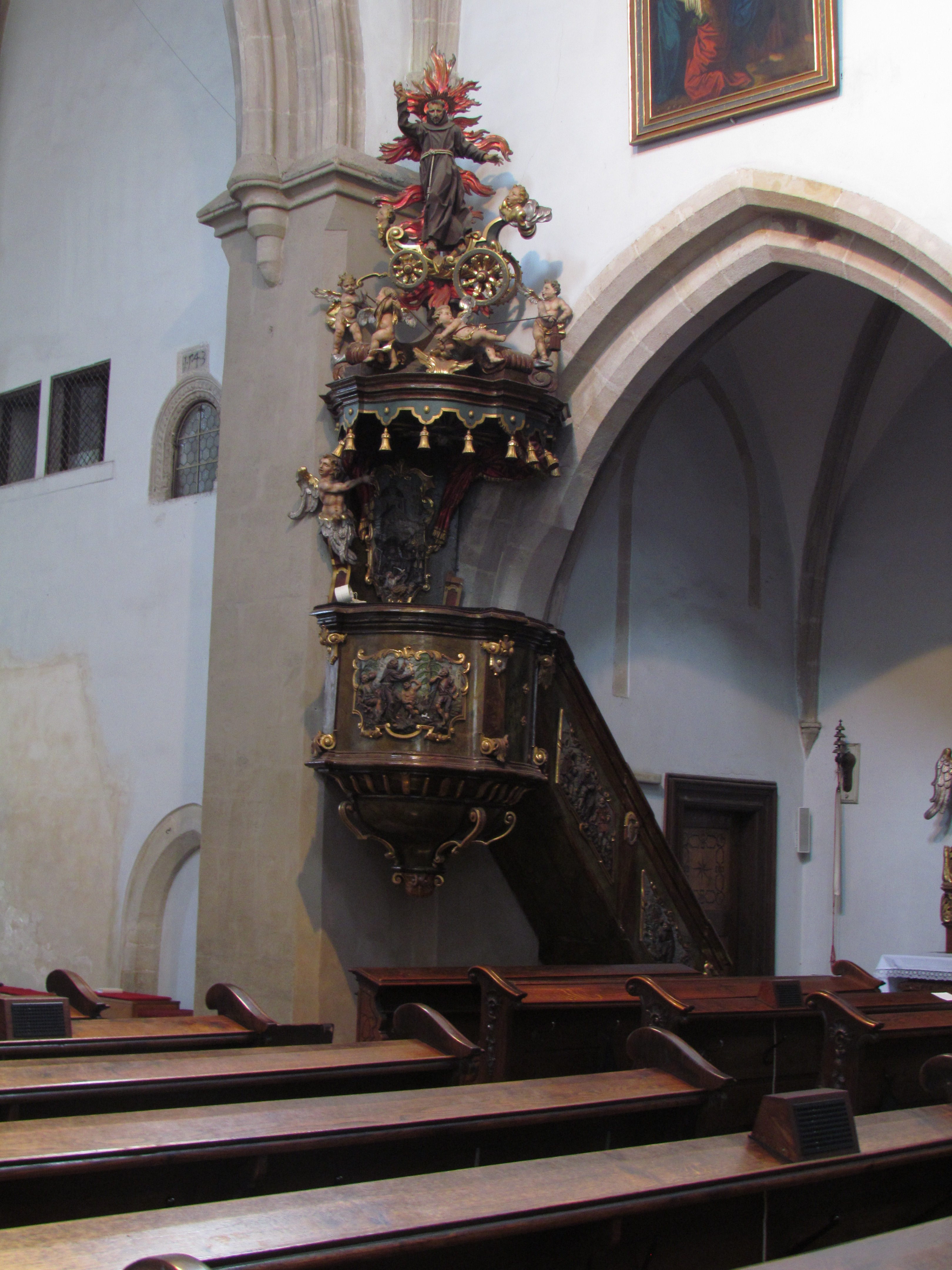
Rokoková kazatelna
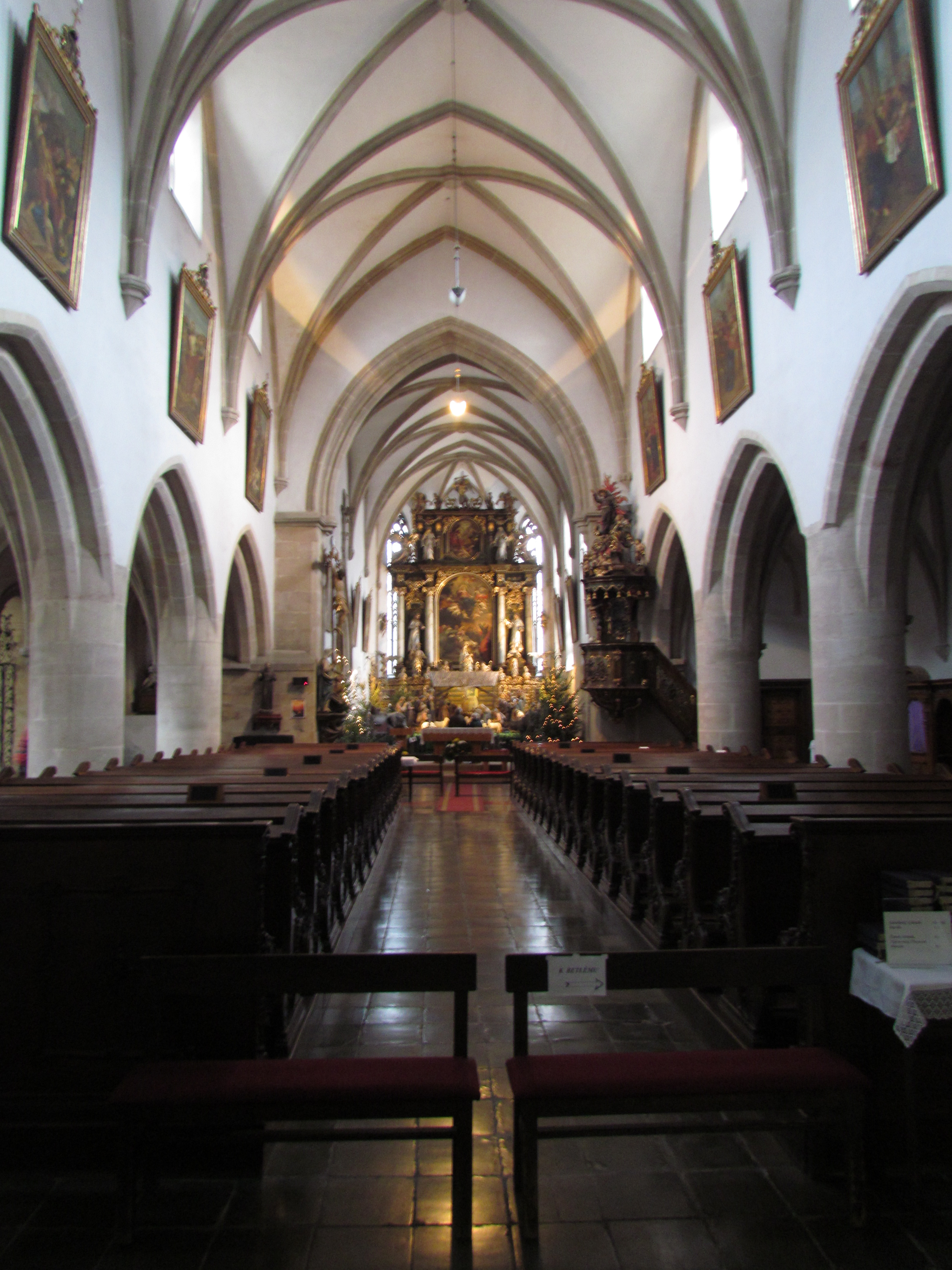
Hlavní loď kostela
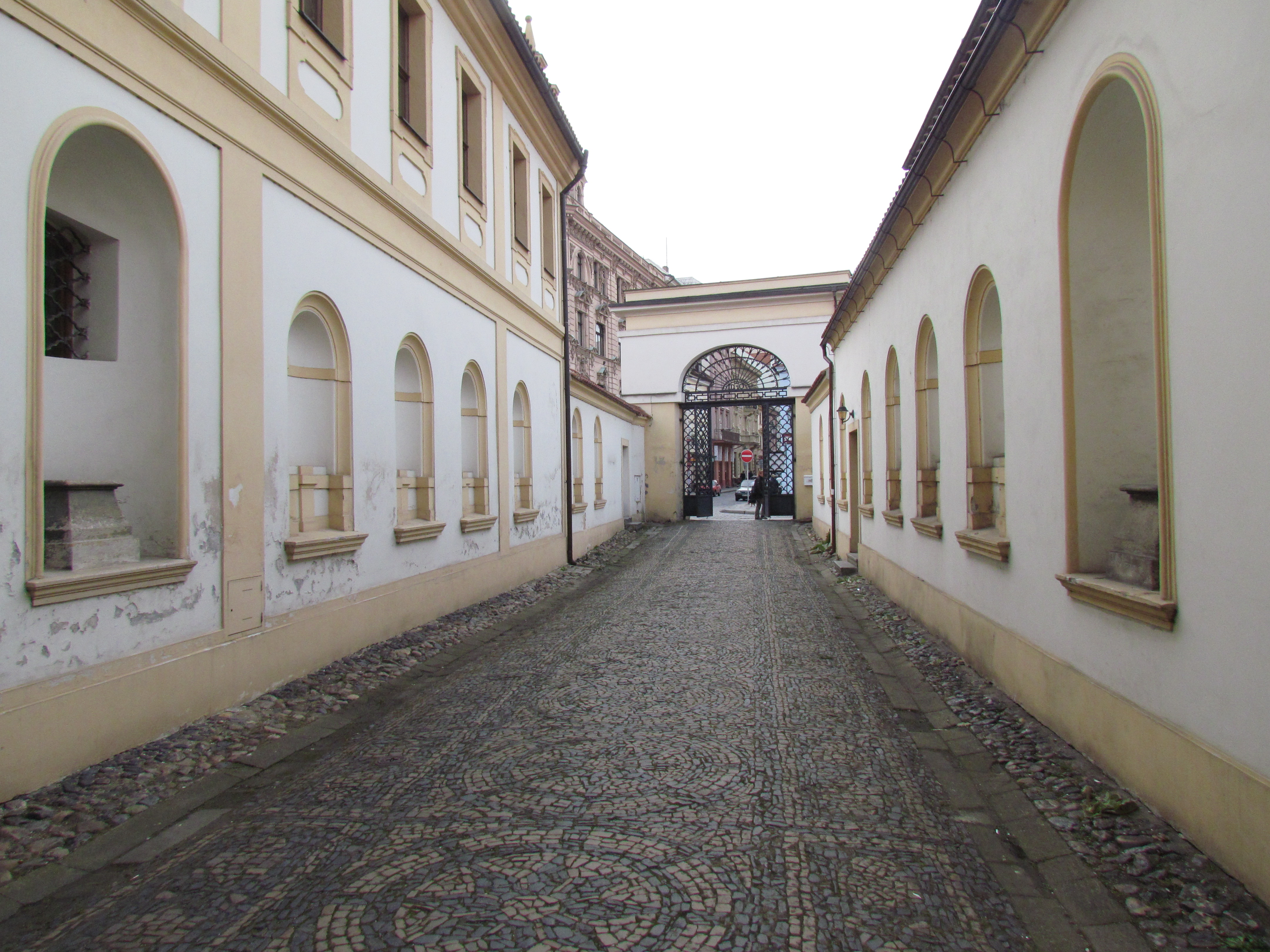
Vstupní brána